# Molophilus lea
Molophilus lea là một loài ruồi trong họ Limoniidae. Chúng phân bố ở miền Australasia.